# Hildreth, Nebraska
Hildreth, Nebraska (енгл. Hildreth) град је у америчкој савезној држави Небраска.

## Демографија
По попису из 2010. године број становника је 378, што је 8 (2,2%) становника више него 2000. године.
| Група             | 2000.       | 2010.       |
| Белци             | 369 (99,7%) | 366 (96,8%) |
| Афроамериканци    | 0 (0,0%)    | 0 (0,0%)    |
| Азијати           | 0 (0,0%)    | 0 (0,0%)    |
| Хиспаноамериканци | 0 (0,0%)    | 10 (2,6%)   |
| Укупно            | 370         | 378         |